# Queue de détente

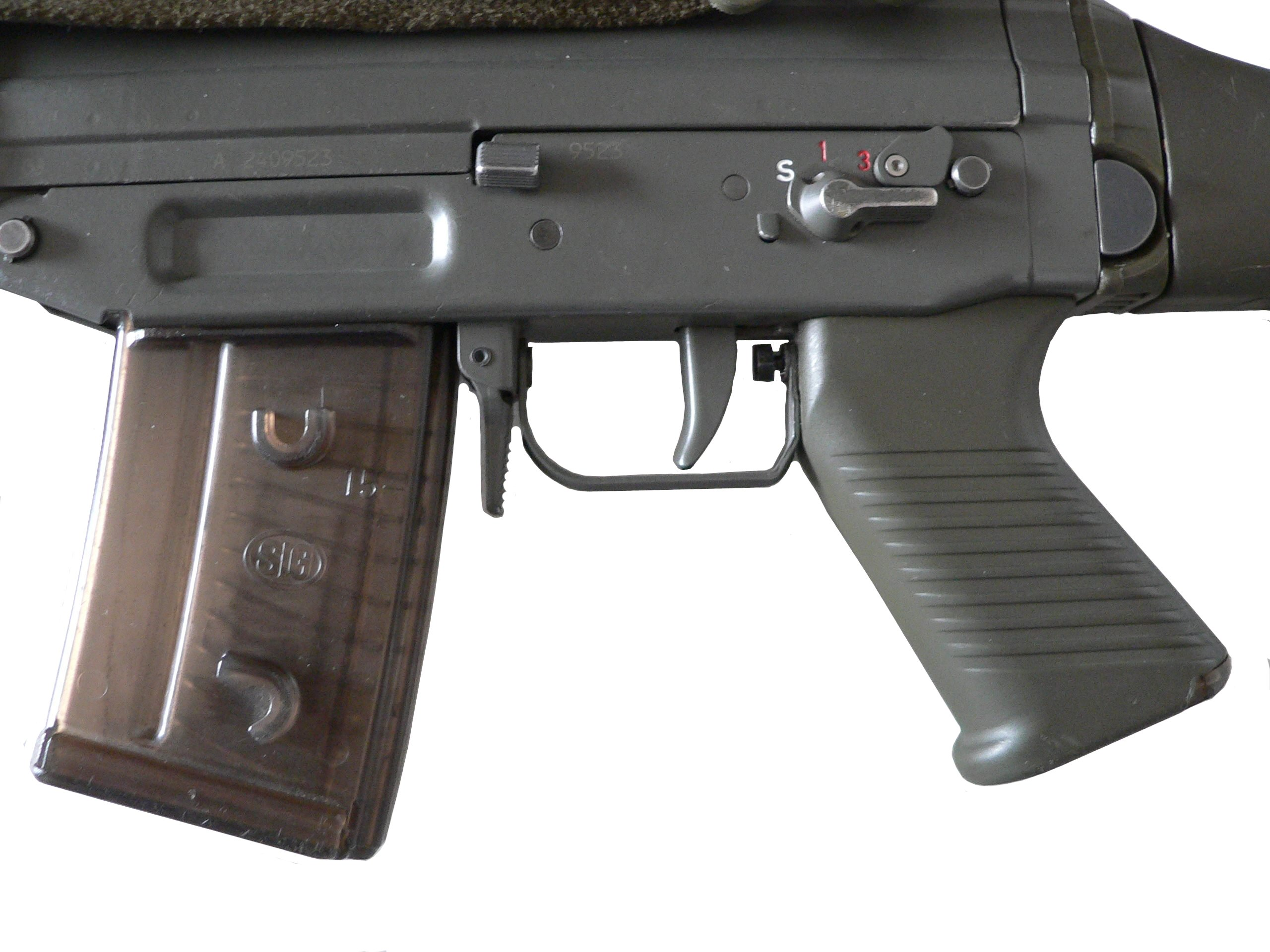
La queue de détente de ce SIG-550 est visible à l'intérieur du pontet.

La queue de détente est l'élément mécanique d'une arme de poing, ou d'épaule, grâce auquel on déclenche le tir.
Communément et improprement appelée « gâchette » (du nom d'une pièce qui fait partie du mécanisme de déclenchement se trouvant à l'intérieur de l'arme, inaccessible sans la démonter) par les profanes, ou par simplification « détente ».
L'accès à la queue de détente peut être bloqué en utilisant un verrou de pontet. Le verrou se présente généralement sous la forme de 2 pièces métalliques qui sont solidarisées sur l'arcade de pontet de l'arme au moyen d'un système de verrouillage (à clé dans la plupart des cas). Ces pièces obstruent tout espace entre le pontet et la queue de détente, empêchant ainsi l'accès à celle-ci donc la mise à feu de l'arme. Toutefois, l'arme doit posséder un pontet pour que la queue de détente soit sécurisée de cette façon.